# 西山宗因

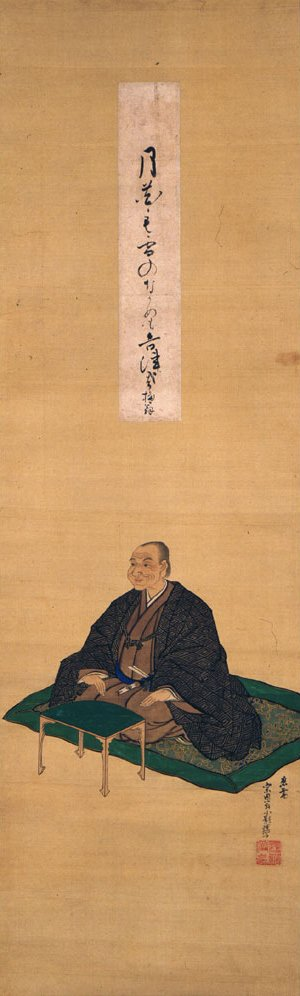
「西山宗因像」 山口雪渓筆 江戸時代中期 八代市立博物館・未来の森ミュージアム蔵

西山 宗因（にしやま そういん、慶長10年（1605年） - 天和2年3月28日（1682年5月5日））は、江戸時代前期の俳人・連歌師。本名は西山豊一。父は加藤清正の家臣西山次郎左衛門。通称次郎作。宗因と号し、別号として一幽・西翁・梅翁・野梅などがある。宗因は相手によって号を使い分けていたとされる。生まれは肥後国八代（現・熊本県八代市）。談林派の祖。

## 来歴
15歳頃から肥後国八代城代加藤正方の側近として仕えた。正方の影響で連歌を知り京都へ遊学した。里村昌琢に師事して本格的に連歌を学んだが、1632年（寛永9年）主家の改易で浪人となる。1647年（正保4年）、大坂天満宮連歌所の宗匠となる一方で、同門の松江重頼の影響で俳諧を始める。宗因の「軽口」と「無心所着体」を旨とする作風は大きな話題となり、延宝年間頃には、井原西鶴などに代表される談林派を築き上げ、当時の主流だった貞門派を圧倒した。貞門派が宗因の後継者争いの様相を呈する中、宗因は晩年、連歌に戻った。
墓所は大阪府大阪市北区兎我野町にある西福寺。

## 主な作品
連句集
- 『西山宗因釈教誹諧』
- 『宗因五百句』
- 『宗因七百韻』

連歌集
- 『宗因連歌千句』

紀行文
- 『宗因飛鳥川』
- 『津山紀行』
- 『肥後道記』など

代表作
- されば爰(ここ)に談林の木あり梅の花
- にて候高野山より出たる芋
- 阿蘭陀の文字か横たふ天つ雁
- これやこの江戸紫の若なすび
- 五月雨や天下一枚うち曇り
- となん一つ手紙のはしに雪のこと
- ながむとて花にもいたし頸の骨

## 芭蕉の宗因評価

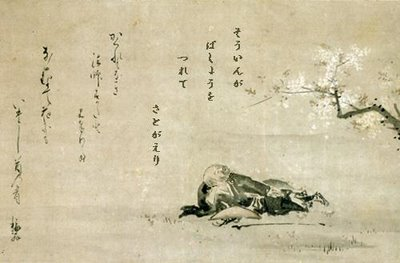
桜木と宗因

芭蕉は「上に宗因なくんば、我々が俳諧今以て貞徳が涎(よだれ)をねぶるべし。宗因はこの道の中興開山なり」(去来抄)とのべている。

## 宗因の句碑

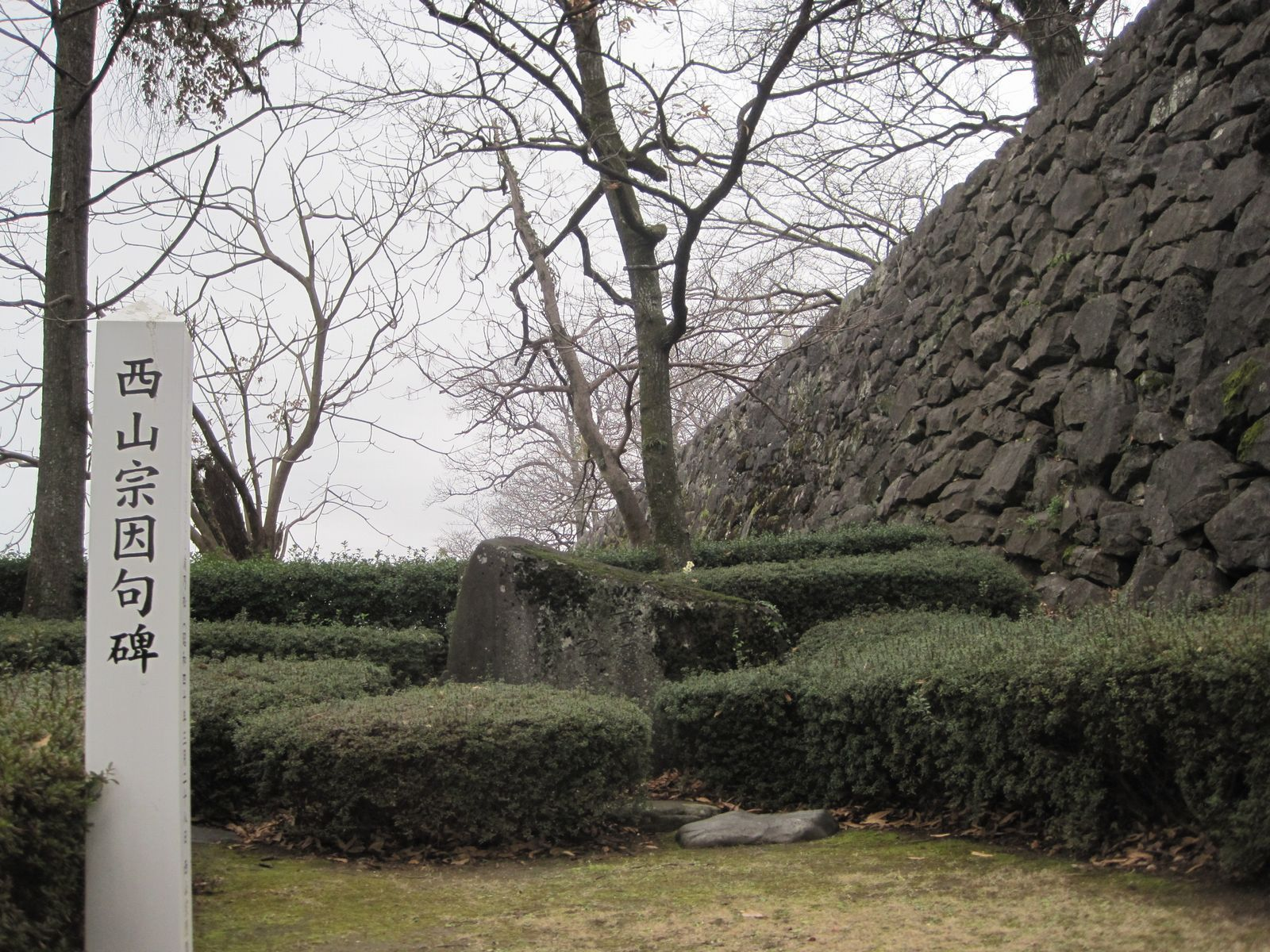
西山宗因句碑（八代城跡）

### 八代城跡
八代城跡北側の廊下橋門たもと
- 雪見よと兼ては植えし浦の松

### 春光寺
春光寺の門前
- ながむとて花にもいたし頸の骨